# Tortoreos
Tortoreos (oficialmente Santiago de Tortoreos) es una parroquia española del municipio de Las Nieves, perteneciente a la provincia de Pontevedra, en la comunidad autónoma de Galicia.

## Historia
Hacia mediados del siglo XIX, el lugar, ya por entonces perteneciente a Setados, tenía contabilizada una población de 628 habitantes. Aparece descrito en el decimoquinto volumen del Diccionario geográfico-estadístico-histórico de España y sus posesiones de Ultramar de Pascual Madoz con las siguientes palabras:

TORTOREOS (Santiago): felig. en la prov. de Pontevedra (6 1/2 leg.), part. jud. de Puenteareas (1 1/2), dióc. de Tuy (3 1/2), ayunt. de Setados. sit. entre los riach. afluentes del Miño y á la der. de este: el clima es templado y sano. Tiene unas 150 casas en los l. de Antoral, Antela, Bouzas, Carballal, Carrascal, Casanova, Chan, Coto, Fontiño y Bouza, Grela, Moreira, Monte-Real, Pedroso, Rabelo, Pias, Rego, Redondelo, Reguengo y Vilanova. La igl. parr. (Santiago) se halla servida por un cura de segundo ascenso y patronato real y ordinario. Confina N. Rubios; E. Santiago de Ribarteme; S. Liñares, y O. Fiolledo y Oleiros. El terreno es de buena calidad. prod.: maiz, centeno, trigo, patatas y vino; hay ganado vacuno, lanar y cabrio. pobl.: 157 vec., 628 alm. contr.: con su ayunt. (V.).
(Madoz, 1849, p. 45)

En 2022, tenía empadronados 529 habitantes.